# Osiedle Centrum (Hajnówka)

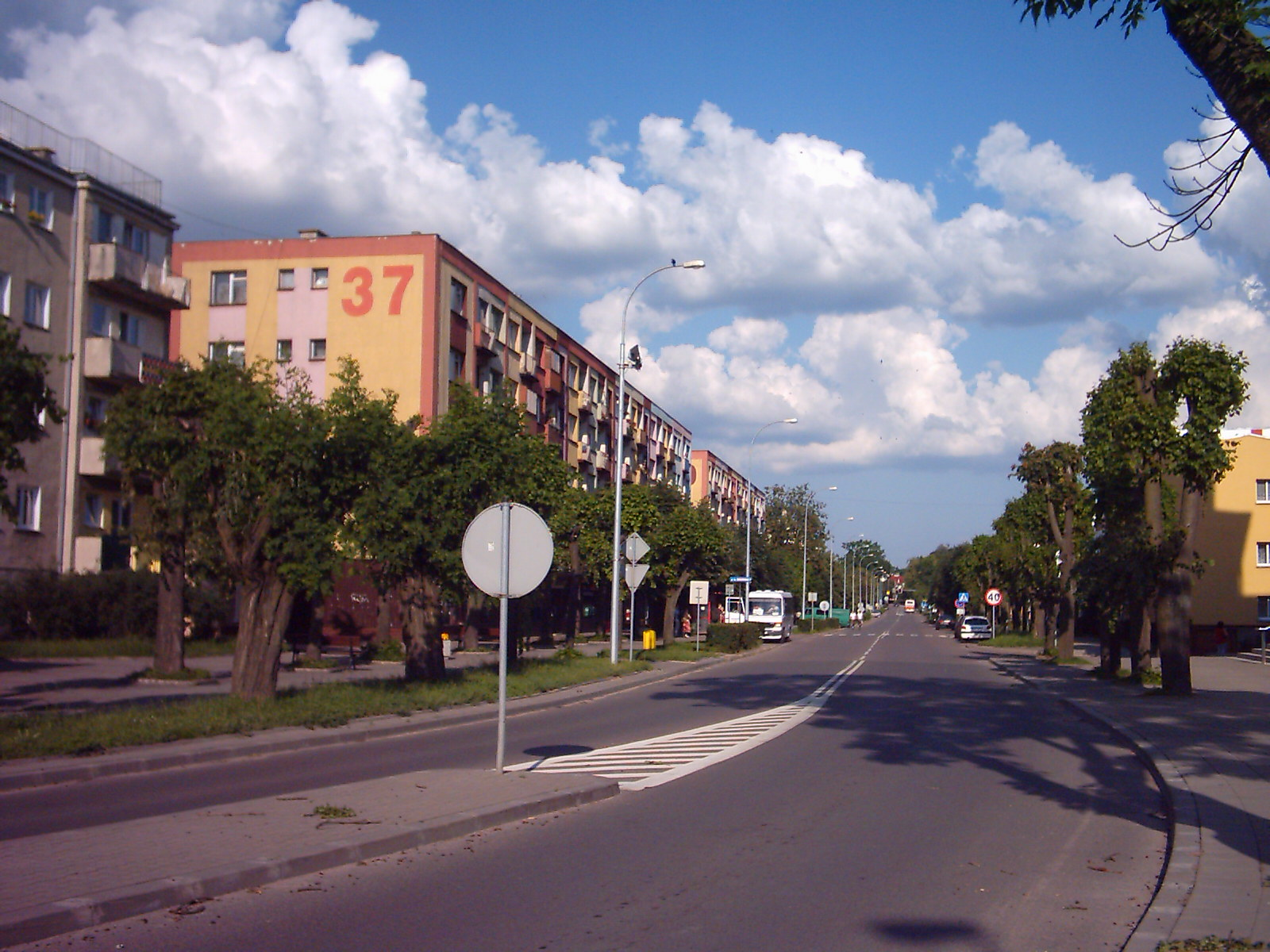
Ulica 3 maja

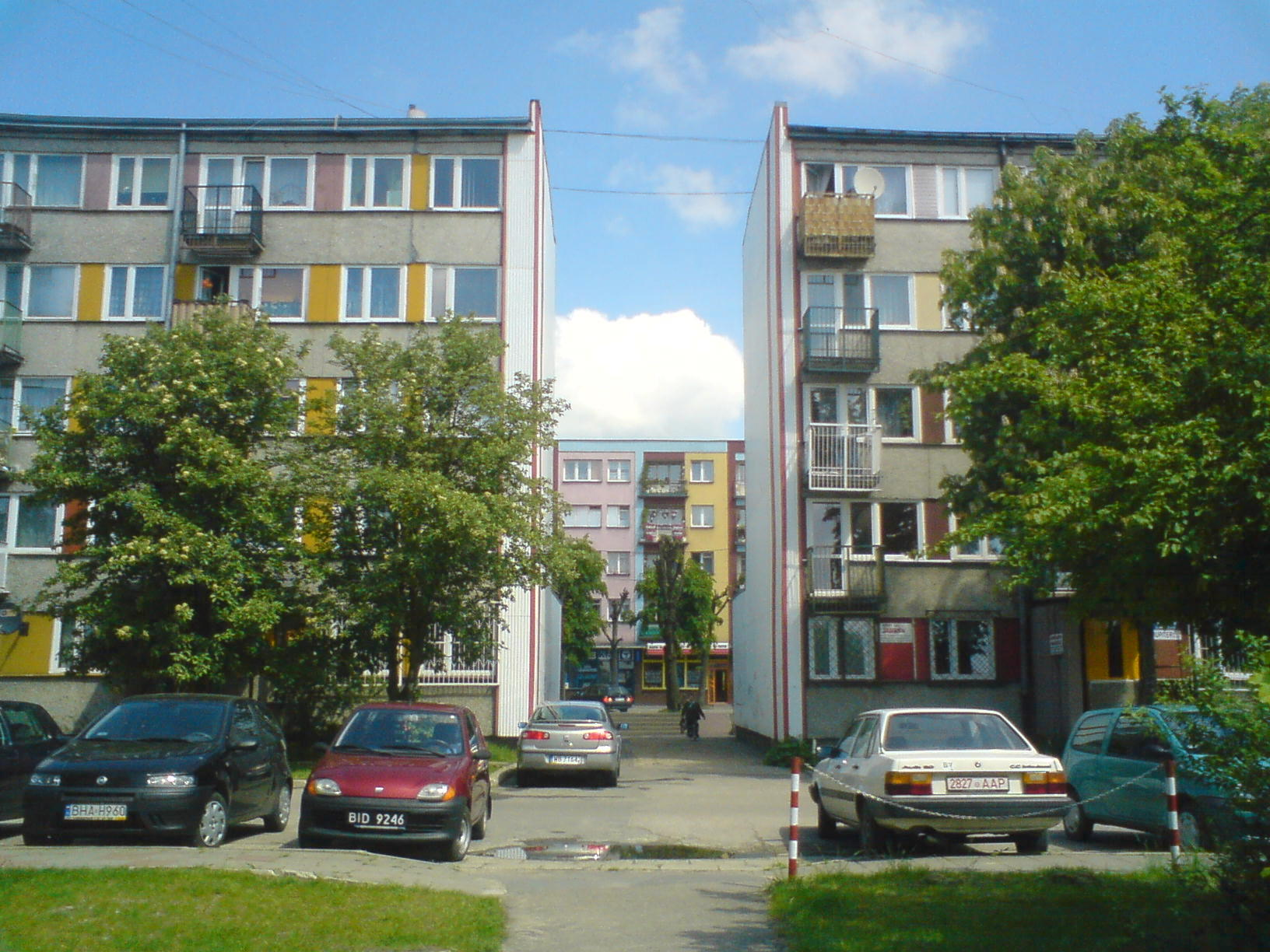
Osiedle Centrum

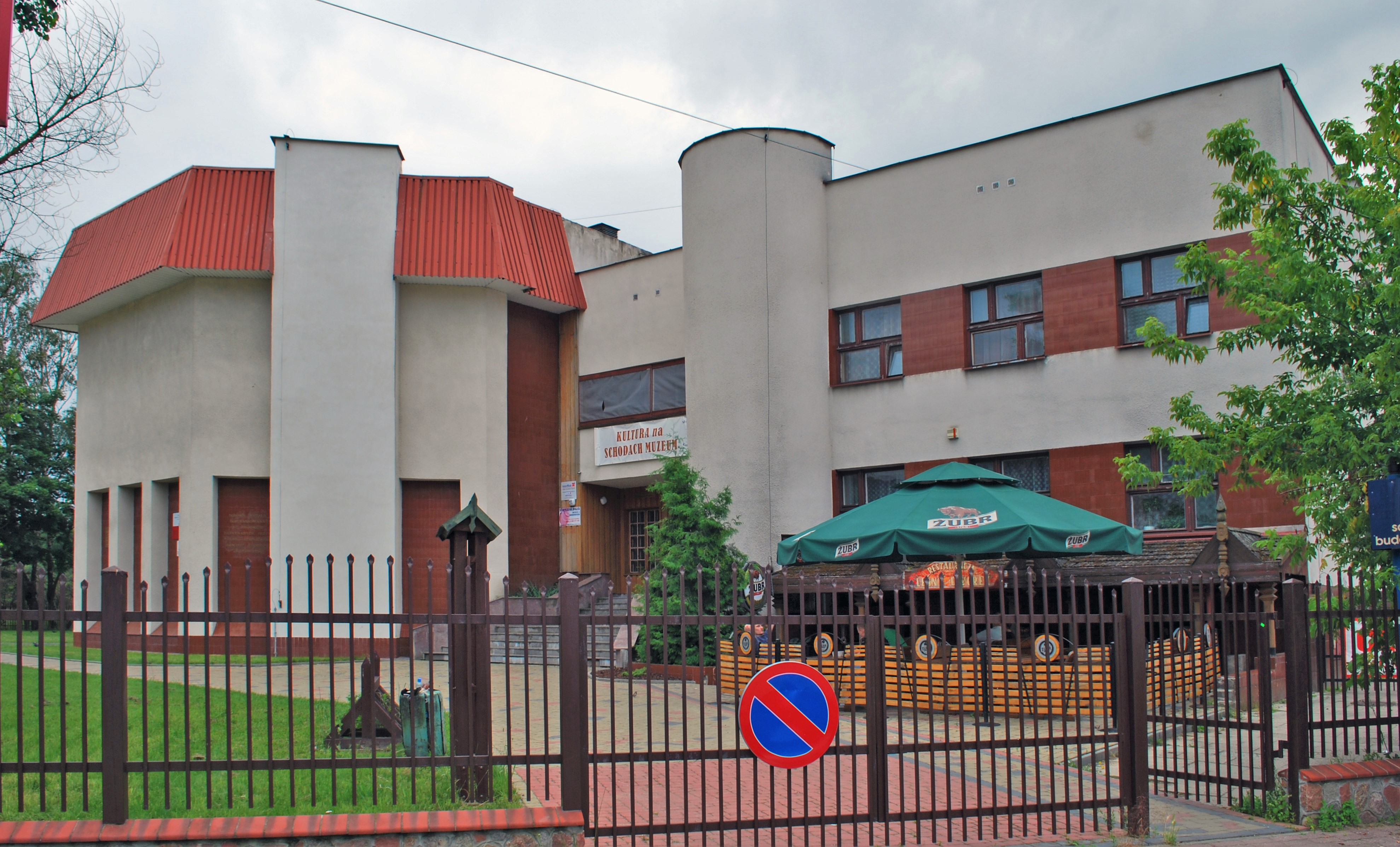
Muzeum Kultury Bialoruskiej

Centrum – dzielnica Hajnówki  powstała na terenie dawnego osiedla domów jednorodzinnych. Pozostało kilka domów pochodzących z okresu międzywojennego  przy ul. 3-Maja i Kosidłów oraz przy ul. Ściegiennego. Osiedle 11 bloków przy ul. 3 Maja na odcinku od ul. Księdza Ściegiennego do Parkowej wybudowano w latach 1979 – 1980. W blokach o numerach 20, 22, 24 i 26 partery przeznaczono na pomieszczenia handlowe i usługowe. Powierzchnia użytkowa mieszkań 12 357 m².

## Historia
Właściwe pierwsze centrum osady Hajnówka mieściło się przy ul. Targowej (obecnie Wierobieja). Po wybudowaniu przez Niemców w latach 1915–18 przy obecnej ul.  3 maja: kina, kasyna wojskowego –  centrum miasta przeniosło się na tę ulicę. W budynku kasyna po 1919 mieściła się poczta. Następnie w czasie okupacji  niemieckiej (1941-1944) znajdował  się tu areszt i siedziba Schutzpolizei, później dworzec PKS (obecnie park przy kościele). W miejscu gdzie obecnie znajdują  się bloki obok banku PKO, Niemcy wybudowali stajnię, która po roku 1919 służyła jako budynek remizy tartacznej straży pożarnej (budynek ten wyburzono w drugiej połowie lat 80.). W następnych latach powstawały tu nowe domy i sklepy.  W 1919 roku w poniemieckim baraku utworzono kościół, a parafia hajnowska powstała w 1923 roku. Pierwszy kościół spłonął w 1936 roku. Następny wybudowano w miejscu, gdzie znajduje się obecny kościół Podwyższenia Krzyża Św. Był to budynek z muru pruskiego, do którego dobudowano oddzielną dzwonnicę. W roku 1955 rozpoczęto w tym samym miejscu budowę obecnego kościoła, budowa ze względu na braki materiałowe i utrudnienia ze strony władz komunistycznych trwała do roku 1966. W roku następnym przy ul. 3 maja wybudowano bloki w stylu modernistycznym, wyburzono przy tym kilka domów drewnianych. W 1980 roku oddano do użytku kilka bloków wybudowanych z tzw. wielkiej płyty. Na początku lat 90 na terenie dawnego tartaku przy ulicy 3 maja i Parkowej wybudowano bank PKO, a dawne hale tartaczne przebudowano na Halę Targową i Salon UNIBUD, do którego dobudowano budynek Muzeum Kultury Białoruskiej.

## Ulice
3 maja, Białowieska, Kosidłów, Ks.P.Ściegiennego, Ks.I.Wierobieja, Rondo Jana Pawła II.